# 陳栗
陳栗（15世紀—15世紀），字景充，江西南昌府南昌縣柘林人，明朝政治人物。

## 生平
陳栗是景泰四年（1453年）癸酉科江西鄉試舉人，授漳平知縣，漳平新建庶務繁重，人民粗獷難治，他處事強敏，亦愛民如子，創立縣治、修建學宮、排列街坊、平均徭役，又聘任鎮海陳真晟講學，令人民知道向學，在任五年後因父母去世離任，漳平人都讚頌不忘。

## 引用
1. 1 2  民國《南昌縣志·卷三十一·人物志二》：陳栗，字景充，柘林人，景泰舉人，知漳平縣，縣新創庶務叢委，栗敏於集事，凡官府廨署學校壇壝皆以次就緖，鎮海陳真晟講正學，延舍後堂師事之，海濱化其風，人知嚮學，在任五年以憂去，漳人頌之不忘。
2. ↑  民國《南昌縣志·卷二十二·選舉志三》：科第下……明……景泰四年癸酉鄉試……陳栗 字景充，竹林人，詳傳
3. ↑  道光《漳平縣志·卷八·人物志》：陳栗，江西南昌人，成化七年由舉人任，時縣初立，庶務叢雜，民獷難治，栗明敏廉慎、撫民如子，民樂為用，創縣治、建學宮、列街坊、編均徭，秩然就緒，在任五年人漸化服，後以內艱去。 明嘉靖志